# アイリーン・ダリス
アイリーン・ダリス (Irene Dalis) はアメリカ合衆国のメゾソプラノ、アルト歌手。アメリカやヨーロッパで国際的に活躍し、歌手としての引退後は後進の指導に当たった。

## 出生と初期のキャリア
彼女は出生名をイヴォンヌといい、5人きょうだいの末子として生まれた。父親はギリシャ系、母親はイタリア系で、14歳の時にアメリカに移民し、カリフォルニア州のサンノゼで育った。彼女は幼少期からピアノに親しんでいたが、サンタクララ大学とサンノゼ州立大学で学士号を取得し、コロンビア大学ティーチャーズ・カレッジで音楽教育の修士号を取得した。この時期に彼女は歌うことへの興味を覚え、ニューヨークでソプラノ歌手のエディス・ウォーカーと、テノール歌手のポール・アルトハウスから歌唱のレッスンを受けたのち、フルブライト奨学金を受けて渡欧し、ミラノでドイツ人のオットー・ミューラーから、ベルリンでメゾソプラノ歌手のマルガレーテ・クローゼから教えを受けた。ミラノ時代には、担当教師であるミューラーからアイリーンという名を提案され、これをステージ・ネームとして名乗るようになった。
1953年、彼女はニーダーザクセン州のオルデンブルク州立劇場に初出演する。これは非常な成功をおさめ、それから2年間、同劇場と契約を結び、ヴェルディ『ドン・カルロ』のエボリ王女の役でプロデビューを果たし、1957年に同じ役でベルリン・ドイツ・オペラに初出演した。ここでは、ヤナーチェクの『イェヌーファ』を歌い、その評判を聞きつけたメトロポリタン歌劇場からオファーを受け、ここでもエボリ王女の役で出演した。その後もメトとの関係は続き、同劇場で20シーズン、合計274回の出演を重ねた。ここでは、『アイーダ』のアムネリス役が脚光を浴び、この役を69回演じた。また、彼女はここでソプラノ歌手のレオニー・リザネクとひんぱんに共演し、リヒャルト・シュトラウス『影のない女』『サロメ』などに出演した。

## 歌手としての全盛期
1961年、彼女はバイロイト音楽祭に初出演する。彼女はここで『パルジファル』のクンドリーを歌い、この役を歌った最初のアメリカ人歌手となった。彼女は1963年まで同音楽祭に出演し、1962年の公演はフィリップスによってレコード録音され、アカデミー・シャルル＝クロスの栄誉を受けた。その後はサンフランシスコで『影のない女』の乳母や、『ローエングリン』のオルトルードなどを歌い、メトの支配人であるルドルフ・ビングの勇退記念ガラコンサートにも出演した。

## 教育者としての後半生
彼女は1976年にメトから引退し、故郷のカリフォルニアに戻ったが、サンノゼ州立大学から音楽教師のポストを提供された。彼女はそこでワークショップを開催し多くの歌手を育てた。1984年には歌手を育成するための機関として「オペラ・サンノゼを設立した
。 2007年には、「アイリーン・ダリス・ヴォーカル・コンペティション」を設立、これは毎年春にサンノゼで開催されている。
アイリーン・ダリスは2014年12月14日に89歳で死去した。

## 評価
ある批評家は彼女が演じるクンドリーについてこう書いた。
彼女の歌唱は、その中音域と高音域の官能性によって記憶に残るものとなっています...彼女の声の美しさと繊細な解釈に驚かされます。魅惑的なきらめきをもつ甘美な歌声には独自の魔法がこめられています...彼女の柔軟なフレージングとテキスト解釈にはその性格を存分に生かした語りかけがあり、音楽的要素と劇的な要素の融合が実現されています...ダリスには歌唱と解釈を組み合わせる特異な才能があります。
彼女と共演したソプラノ歌手のビルギット・ニルソンはこう述べた。
アイリーン・ダリスとの共演は素晴らしいものでした。彼女は活動的で機敏であり、イゾルデのしもべのような気遣いができました。われこそがイゾルデ歌いであると聴衆に納得させようとした同僚がいましたが、それはうまくいきませんでした。しかし、彼女とはすべてが完璧にうまくいきました。
また、ファンとの関係についてもこのような逸話が残っている。1990年、彼女の自宅が火災で全焼し、生涯にわたる録音や記念品が失われた。ファンはメトやサンフランシスコ、ローマ、バイロイトでの未公開音源をひそかに集めて彼女に贈った。

## 私生活
1957年、ダリスは「マグロウヒル・エデュケーション」の編集者であるジョージ・ロイナズ（1990年没）と結婚しており、娘が1人、孫が2人いる。

## 主な録音
- 『ヘンデル、ジョルダーニ、グルック、ロッシーニ、ヴェルディ、ワーグナー、ビゼー作品集』ヴォルフガング・マルティン指揮、ベルリン市立歌劇場管弦楽団　1957年-1958年録音
- ヴェルディ『アイーダ』ベルゴンツィ、メリル、トッツイ、クレヴァ指揮、メトロポリタン歌劇場管弦楽団・合唱団　1957年11月30日録音
- ヴェルディ『イル・トロヴァトーレ』プライス、コレッリ、セレーニ、ニーノ・ヴェルキ指揮、メトロポリタン歌劇場管弦楽団・合唱団　1961年2月4日録音
- ヴェルディ『ドン・カルロ』ヴァーナ、コレッリ、セレーニ、ヴェルキ指揮、メトロポリタン歌劇場管弦楽団・合唱団　1961年4月15日録音
- ヴェルディ『アイーダ』コレッリ、トゥッチ、マクニール、ジョージ・シック指揮、メトロポリタン気劇場管弦楽団・合唱団　1962年3月3日録音
- ワーグナー『タンホイザー』（ハインズ、リザネク、プライ、ショルティ指揮、メトロポリタン歌劇場管弦楽団・合唱団　1960年12月17日録音
- ワーグナー『トリスタンとイゾルデ』ニルソン、リープル、ハインズ、ローゼンストック指揮、メトロポリタン歌劇場管弦楽団・合唱団　1961年3月18日録音
- ワーグナー『ラインの黄金』ロンドン、ミッテルマン、ナジ、ラインスドルフ指揮、メトロポリタン歌劇場管弦楽団・合唱団　1961年12月16日録音
- ワーグナー『ワルキューレ』ニルソン、ヴィッカーズ、ヴィーマン、ラインスドルフ指揮、メトロポリタン歌劇場管弦楽団・合唱団　1961年12月23日録音
- ワーグナー『神々の黄昏』ニルソン、ホップ、ミッテルマン、ラインスドルフ指揮、メトロポリタン歌劇場管弦楽団・合唱団　1962年1月27日録音
- ワーグナー『トリスタンとイゾルデ』ニルソン、ヴィナイ、ハインズ、ベーム指揮、メトロポリタン歌劇場管弦楽団・合唱団　1960年1月9日録音
- ワーグナー『パルジファル』トーマス、ロンドン、ヴェーバー、クナッパーツブッシュ指揮、バイロイト祝祭管弦楽団・合唱団　1961年録音
- ワーグナー『パルジファル』トーマス、ロンドン、ホッター、クナッパーツブッシュ指揮、バイロイト祝祭管弦楽団・合唱団　1962年録音
- ワーグナー『パルジファル』ヴィントガッセン、ロンドン、ヴェーバー、クナッパーツブッシュ指揮、バイロイト祝祭管弦楽団・合唱団　1963年7月24日録音

## 栄典・受賞
- 1951年 - フルブライト奨学金授与。
- 1963年 - バイロイトよりワーグナー・メダル授与。
- 1974年 - サンノゼ州立大学よりタワー賞授与。
- 1977年 - メトロポリタン歌劇場理事会より表彰される。
- 1983年 - サンタクララ郡より、女性の地位向上のための功績に対し表彰される。
- 1985年 - カリフォルニアの公的教育者として殿堂入り。サンフランシスコ市民団体より功労賞を授与。
- 1986年 - サンノゼ名誉市民に選ばれる。
- 1998年 - サンフラシスコ・オペラ・メダルを授与。
- 2010年 - ビューティフル・マインド賞授与。
- 2013年 - サンノゼ芸術委員会より芸術の礎石を贈られ、アメリカ国立オペラセンターよりキャリア賞が授与される。